# August Todt
Johann August Wilhelm Todt (Düsterot, 29 de juliol de 1833 - Stettin (avui Szczecin), Polònia, 26 d'octubre de 1900) fou un pianista i compositor alemany.
Primerament estudià el violí amb Loewe, i quan ja havia adquirit certa anomenada amb aquest instrument segui les classes del Reial Institut de Música religiosa de Berlín, i fou successivament cantor a Cüstrin i cantor i organista a Stettin. Entre les seves composicions es compten: una simfonia, sonates i altres peces per a piano, obres per a orgue i lieder.